# Bioko
Bioko est une île du golfe de Guinée faisant partie de la Guinée équatoriale. Elle abrite la capitale politique du pays, Malabo.

## Toponymie
- origine : douala (sawa)
- 1472 – 1494 : ilha Formosa
- 1494 – 1973 : Fernando Póo (ou Fernando Pó)
- 1973 – 1979 : Macías Nguema Biyogo
- depuis 1979 : île de Bioko (ou île de Bioco).

- Dénomination Bubi :  Otcho

## Géographie

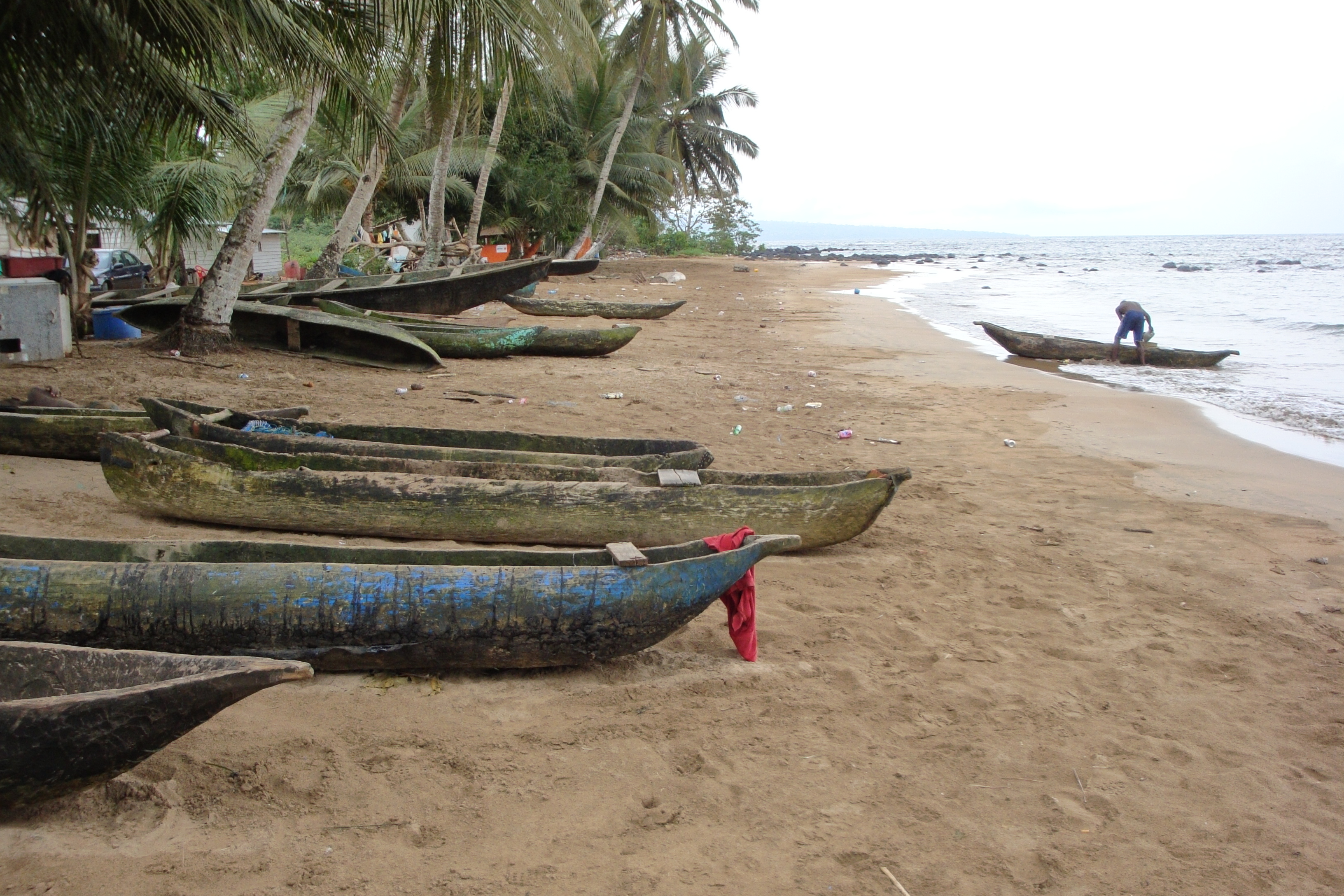
Plage d'Arena Blanca.

Bioko, île la plus vaste du golfe de Guinée, est devenue un espace insulaire stratégique par son adossement à de vastes réserves d’hydrocarbures offshore et du fait que la capitale politique, Malabo, d'un des principaux pays producteur de pétrole de l’Afrique subsaharienne s'y trouve.
L'île de Bioko est une île volcanique d’Afrique occidentale située dans le golfe de Guinée à 32 km des côtes du Cameroun, et environ 80 km des côtes du Nigéria, au nord, et constitue la partie insulaire de la Guinée équatoriale (la partie continentale du pays étant le Rio Muni).
D'une longueur de 70 km du nord-nord-est au sud-sud-ouest, elle a une superficie de 2 017 km² et 270 km de côtes.
L'île se compose de deux formations volcaniques séparées par la vallée de Moka.
Son altitude moyenne est de 500 m, mais le Pico Basilé, plus haute montagne de l'île, culmine à 3 008 m.
Sa population est estimée à 334 463 habitants (2015), soit environ 25 % de la population totale du pays. Les langues parlées sont l'espagnol, l'anglais, le fernandino, un créole à base d'espagnol et d'anglais, et le pidgin, un créole à base d'anglais parlé par environ 50 000 habitants sur l'île, dont 15 000 à Malabo. Les Nigérians présents dans l'île (5 000) ne parlent qu'anglais. Le français a un nombre de locuteurs limités en seconde langue. Contrairement à l'anglais, il n'a pas de locuteurs en langue maternelle sur l'île.

### Division administrative
L'île est divisée en deux provinces administratives, Bioko-Norte et Bioko-Sur.
La capitale de la Guinée équatoriale, Malabo, est située sur la côte nord. Malabo est aussi le port le plus important de l'île, et est située à côté du principal aéroport international du pays (code SSG).
Les principales villes de l'île de Bioko sont Malabo, Luba, Riaba.

## Histoire

### Les origines
L'île semble habitée depuis le Néolithique, et l'on retrouve en quantité les mêmes matériaux que ceux laissés par les populations d'Afrique centre-occidentale vers l'an 1 000 av. J.-C. (chasseurs, éleveurs, cultivateurs).
On trouve ensuite vers le XIIe ou XIIIe siècle les cultures de Balaopi I et II, civilisation de pêcheurs fabriquant entre autres des poteries très fragiles. Vient ensuite la civilisation Buela, antérieure au peuplement Bubi. La tradition orale Bubi évoque aussi une population particulière, les Mome, peuple pêcheur qui aurait habité sur les côtes de l'île.
Les peuples Bolaopi et Buela sont probablement d'origine Bantou.
Il est possible que l'île ait été visitée par  Hannon, un général carthaginois qui réalisa un voyage en longeant les côtes de l'Afrique vers la fin du VIe siècle av. J.-C. ou au début du Ve siècle av. J.-C.

### La colonisation européenne
L'île fut découverte pour la première fois par un Européen en 1472, par le navigateur portugais Fernando Pó qui la nomma ilha Formosa (« belle île »). Mais en 1494, elle fut renommée Fernando Poo du nom de son découvreur, appellation qu'elle gardera jusqu'en 1979.
Au début du XVIe siècle, une première tentative de colonisation est menée sur l'île de Bioko par le Portugais Ramos de Esquivel. Mais l'hostilité du peuple insulaire Bubi met rapidement fin à cette tentative.
En 1641, la Compagnie hollandaise des Indes occidentales établit un poste commercial sur l'île de Bioko, sans le consentement des Portugais, afin de centraliser temporairement sur l'île le commerce des esclaves dans le golfe de Guinée. Les Portugais feront à nouveau acte de présence en 1648, et remplacent la Compagnie hollandaise par leur propre compagnie, Compagnie de Corisco, elle aussi destinée au commerce des esclaves, et jusqu'ici établie sur l'île voisine de Corisco.

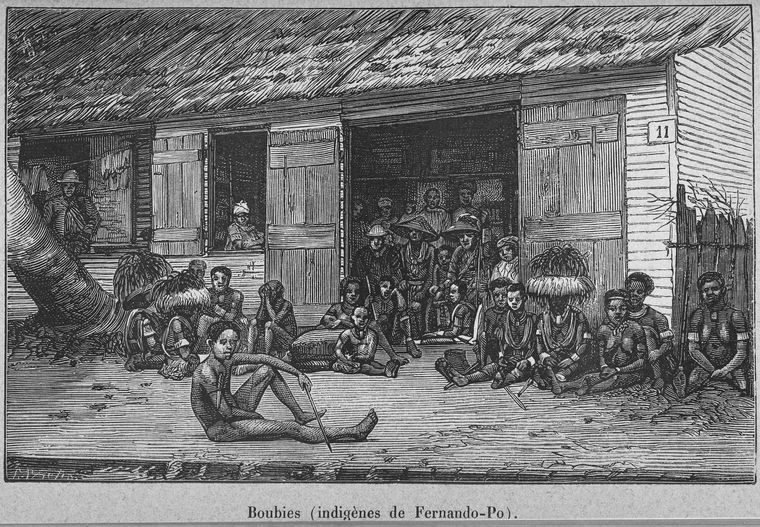
Indigènes Bubis (gravure de 1875)

Durant cette période (XVIIe siècle), on voit lentement se former un embryon de royaume formé par les clans Bubis présents sur l'île, à la suite notamment de l'action de chefs locaux comme Molambo (1700-1760 env.); c'est une période d'esclavage intensif, ce qui oblige les clans Bubi à abandonner leurs villages côtiers pour s'installer à l'intérieur de l'île.
À la suite des traités de San Ildefonse (1777) et El Pardo (mars 1778), le Portugal cède à l'Espagne ses droits sur l'île de Bioko, celle d'Annobón et la côte de Guinée équatoriale. En avril de la même année, l'Espagne envoie une expédition sur l'île de Bioko (ex « Fernando Póo ») ; un gouverneur espagnol s'établit ensuite sur l'île d'octobre 1778 à novembre 1780, puis l'île sera abandonnée par la mission espagnole, l'Espagne se désintéressant petit à petit de ses territoires d'Afrique centrale, à la suite des difficultés rencontrées et de l'hostilité des populations locales.
Vers la fin du XVIIIe siècle, les territoires espagnols du golfe de Guinée font de plus en plus l'objet de convoitises des puissances européennes, notamment de l'Angleterre. Diverses expéditions anglaises (1783 expédition du commodore Bullen, 1810 expédition du capitaine McWilliam, 1819 expédition du capitaine Robertson) tentent d'explorer l'île et de s'attirer la sympathie des Bubis.
Toutes échouent (maladies, attaques des Bubis), néanmoins, le capitaine Robertson informe Londres que l'île serait une base utile au commerce et à la navigation britanniques.
En 1821, le capitaine Kelly, à la suite d'une exploration détaillée des côtes de l'île, fonde les établissements de Concepcion (future ville de Riaba), de San Carlos (future ville de Luba), et de Port Clarence (aussi appelée Clarence City), ville qui deviendra Malabo en 1973.
En 1827, le capitaine Owen, fait de l'île de Bioko une colonie anglaise, dont il devient le surintendant de 1827 à 1833. Elle a longtemps servi de base anti-esclavagiste.
En 1846, Port Clarence devient Santa Isabel ; la ville s'agrandit, de nouvelles entreprises s'installent et le commerce avec les habitants de l'île se développe. Mais les maladies, notamment le paludisme, continuent de décimer les colons.
Le territoire insulaire (Bioko) et continental (Rio Muni) sont rassemblés en 1904.

## Personnalités liées
- Remei Sipi Mayo (1952-), écrivaine, rédactrice, éducatrice et militante équatoguinéenne spécialisée sur le genre et le développement.